# Covert Affairs
Covert Affairs (Arbeitstitel: Spy Affairs) ist eine US-amerikanische Fernsehserie vom Kabelsender USA Network, die zwischen 2009 und 2014 produziert wurde. In den Hauptrollen sind Piper Perabo und Christopher Gorham zu sehen. Die Serie startete am 13. Juli 2010 nach White Collar.

## Handlung
Im Mittelpunkt der Serie steht die junge CIA-Nachwuchsagentin Annie Walker, die über ein ausgeprägtes Sprachtalent verfügt. Nach einem Urlaubsflirt auf Sri Lanka bewirbt sie sich bei der CIA in Langley (Virginia). Sie hat aber keine Ahnung, dass ihr Flirt, Ben Mercer, ein ehemaliger CIA-Mann ist, der vom Geheimdienst desertiert ist. Annie wird vorzeitig aus dem Training in den aktiven Dienst bei der Domestic Protection Division (DPD) gezogen. Sie hat keinen Schimmer, dass sie zum Spielball ihrer Vorgesetzten Joan Campbell und deren Ehemann und Vorgesetzten Arthur Campbell geworden ist. Ihre Vorgesetzten wollen über sie an ihren Ex-Freund herankommen, der in Spionagegeschäfte verstrickt ist. Annie zur Seite steht der Ex-Soldat Auggie Anderson, der bei einem früheren Einsatz sein Augenlicht verloren hat. Er führt sie in die Ermittlungsmethoden der CIA ein. Eine undurchsichtige Rolle spielt Jai Wilcox, der Sohn von Arthur Campbells durchtriebenem Vorgänger Henry Wilcox.

### Staffel 3
Annie wird in eine andere Abteilung versetzt, wo sie für Lena Smith arbeitet, deren Methoden sich sehr von denen der DPD unterscheiden. Annie wird nach Marrakesch geschickt, um eine Sicherheitsüberprüfung bei Simon Fisher vorzunehmen. Simon scheint großes Interesse an Annie zu haben und die beiden treffen sich in Städten auf der ganzen Welt. Lena ist sehr zufrieden mit Annies Arbeit und animiert sie dazu, weiterzumachen. Annie versucht dann, Simon davon zu überzeugen, dass es am besten für ihn wäre mit der CIA zusammenzuarbeiten. Die beiden trennen sich, doch als Annie nach Hause kommt, wartet er in ihrer Küche und bittet sie, mit ihm wegzugehen, da er auf einer Insel bei den Malediven viel Geld habe und man dort nicht gesucht werden würde. Annie stimmt zu und beginnt zu packen, beim Blick auf die Bilder ihrer Nichten ändert sie ihre Meinung und sagt ihm, dass sie nicht einfach weggehen könne. In diesem Moment kommt Lena Smith durch die Tür und eröffnet das Feuer auf Simon und Annie, ihm gelingt es zuerst Annie wegzustoßen, sie wird aber dennoch getroffen. Lena gelingt es noch, eine Brieftasche mit gefälschtem Pass in Annies Tasche zu legen, bevor ein Lieferant durch das Fenster die niedergeschossenen Körper sieht. Lena flieht und Annie wird umgehend ins Krankenhaus gebracht, wo die Ärzte ihr möglichstes tun, um sie am Leben zu erhalten. Da Annie nicht bei Bewusstsein ist, kann sie sich nicht verteidigen, als die Anschuldigungen in Kombination mit dem Pass dazu führen, dass angenommen wird, sie habe mit Simon zusammengearbeitet und sei auch der Maulwurf, der bei der CIA seit längerem für Ärger sorgt. Auggie glaubt das jedoch nicht und beginnt den wahren Täter zu suchen. Er findet den Hersteller des perfekt gefälschten Passes heraus und sucht ihn wenige Augenblicke nach dessen Ermordung auf. Er vernimmt noch den Duft eines Parfüms, was letztendlich dazu führt, dass man Lena Smith als den wahren Maulwurf enttarnt, diese flieht jedoch nach Russland. Annie begibt sich nach Russland, obwohl Joan ihr klarmacht, dass sie, wenn sie vom FSB erwischt wird, nicht auf Unterstützung seitens der CIA hoffen kann. Annie schafft es Lena ausfindig zu machen und erschießt sie, jedoch ist das FSB dicht hinter ihr. Sie wird gefangen genommen und in Isolationshaft gesteckt, wo mit psychischer Gewalt versucht wird, sie zum Sprechen zu bewegen. Nach einiger Zeit gelingt es dem Mossad-Agenten Eyal Lavin sie zu befreien, dieser hat eng mit Auggie zusammengearbeitet, der noch in Langley ist, um die Befreiung zu erreichen.
Henry Wilcox, Jais Vater, bietet Annie einen Job an, sie soll Machenschaften aufdecken, in die anscheinend auch Arthur Campbell verstrickt ist.

### Staffel 4
Nachdem sich Annie und Auggie am Ende der letzten Staffel näherkamen, ist aus den beiden inzwischen ein Liebespaar geworden. Auf einer Mission nach Kolumbien lernen sie Calder Michaels, den dortigen Außenstellenleiter der CIA kennen und treffen auf Teo Braga, der allem Anschein nach ein Führungsmitglied der ALC ist und außerdem Arthurs Sohn. Teo arbeitet verdeckt für den Geheimdienst und versucht, den Verantwortlichen für den Tod seiner Mutter zu finden. Arthur tritt wegen einer außerehelichen Affäre von seinem Posten bei der CIA zurück. Joan wird seine Nachfolgerin und erfährt, dass sie schwanger ist.
Nachdem zunächst Auggie auf Joans vorherige Position bei der CIA nachrückte, wird er kurze Zeit später von Calder ersetzt. Joan, Arthur, Annie und Auggie nehmen zunächst an, dass auch er mit Henry Wilcox zusammenarbeitet.
Nach einem von Henry veranlassten Anschlag auf einen Hubschrauber, den er Teo in die Schuhe schiebt, wird Teo auf der Flucht angeschossen. Annie bringt ihn in ein Militärkrankenhaus nach Deutschland und folgt anschließend Henrys Spur nach Frankfurt, um Beweise gegen ihn zu sammeln. Die CIA behandelt sie als abtrünnige Agentin, Joan und auch Auggie werden suspendiert. Joans Nachfolger wird Eric Braithwaite, der seinerzeit nicht verwinden konnte, dass man Joan ihm vorgezogen hatte.
Annie wird von Calder vermeintlich erschossen und ist schließlich gezwungen unterzutauchen. Unter dem Namen Jessica Matthews lebt sie vorübergehend in Genf. Auf einer nicht autorisierten Mission nach Hongkong machen sie, Auggie und Calder dort Henry Wilcox ausfindig. Während Auggie und Calder einen chinesischen Geheimagenten in die USA überführen, bleibt Annie auf Henrys Spur, wird aber zunächst von ihm in seine Gewalt gebracht. In Langley wird inzwischen klar, dass Braithwaite von Henry bezahlt wird und damit ein Spion in Reihen der CIA ist. Henry liefert Annie an den Chinesischen Geheimdienst aus, von wo sie allerdings fliehen kann. Sie spürt Henry erneut auf und erschießt ihn. Mit einem von Auggie organisierten Boot kann sie zu einem US-Flugzeugträger im Chinesischen Meer fliehen. Joan bringt derweil in Arthurs Beisein einen Jungen zur Welt und Calder Michaels übernimmt bei der CIA die Position von Braithwaite.

### Staffel 5
Annies einstiger Gegenspieler, der Terrorist Khalid ist in Chicago aufgetaucht, und es gibt Hinweise auf einen Terroranschlag gegen die Handelskammer. Im Zuge der Ermittlungen lernt Annie in Chicago Ryan McQuaid, den Chef einer privaten Sicherheitsfirma kennen. Als sie später in Venezuela den Terroristen Borz Altan, der an dem Bombenanschlag in Chicago beteiligt war, jagt, stellt sie fest, dass McQuaid und seine Männer mit dem gleichen Ziel ebenfalls vor Ort sind. Währenddessen trifft sich Arthur zu Hause mit McQuaids Stellvertreterin Caitlyn Cook. Nach Altans Festnahme findet Annie heraus, dass der einen Informanten bei der CIA hat. Als Auggie mit Annie in Paris ist, wendet er sich an seine Ex-Freundin Natasha Petrovna. Sie hilft ihnen, eine französische Bank zu hacken. So stellen sie fest, wer hinter dem Anschlag in Chicago steckt. Es ist Ivan Kravec, dessen Bankdaten ihn als Drahtzieher des Attentats entlarven.
Währenddessen erfahren Joan und Calder von einem Herzleiden bei Annie, weshalb sie nur noch am Schreibtisch arbeiten soll. Mit Hilfe von McQuaid verfolgt sie hinter dem Rücken ihrer Vorgesetzten aber trotzdem eine neue Spur bei der Suche nach den Tätern des Chicagoer Bombenanschlags und entschließt sich, nicht länger für die CIA, sondern in Zukunft für McQuaid zu arbeiten. Schließlich entdeckt sie eine Verbindung zwischen dessen Firma und dem Bombenanschlag von Chicago. Mehrere ehemalige Mitarbeiter von McQuaid gehören zu einer Organisation, die sich „Flint“ nennt. Annie glaubt ihm, dass ihn jemand reingelegt und er nichts mit dem Bombenanschlag zu tun hat. McQuaid ist auf der Flucht, während die CIA sein Unternehmen durchsucht und Caitlyn ihm drei Profikiller auf die Fersen schickt. Er landet schwer verletzt im Krankenhaus. Annie denkt fieberhaft darüber nach, wie sie den Drahtzieher Belenko, der inzwischen Caitlyn getötet hat, unschädlich machen kann. Auggie ist davon überzeugt, dass sein alter Freund Tony ermordet wurde, und zwar ebenfalls von Belenko. Um Belenkos Verbrechen ans Tageslicht zu bringen, findet Annie in der zwielichtigen Olga eine neue Verbündete. Olga verfolgt Belenko, weil er ihren Mann auf dem Gewissen hat. Auggie wird von Belenko entführt und mit einem Schiff weggeschafft, weil Auggies Teamkollege James Deckard vor Jahren einen tschetschenischen Gefangenen tötete, den Bruder von Belenko. Auf ihrer Jagd nach Belenko müssen sich Annie und der wiedergenesene McQuaid heimlich nach Russland einschleusen. Nach Auggies Befreiung begeben sich die Drei nach Argentinien. Dort hält sich Deckard auf, der als nächster auf Belenkos Todesliste steht.

## Figuren

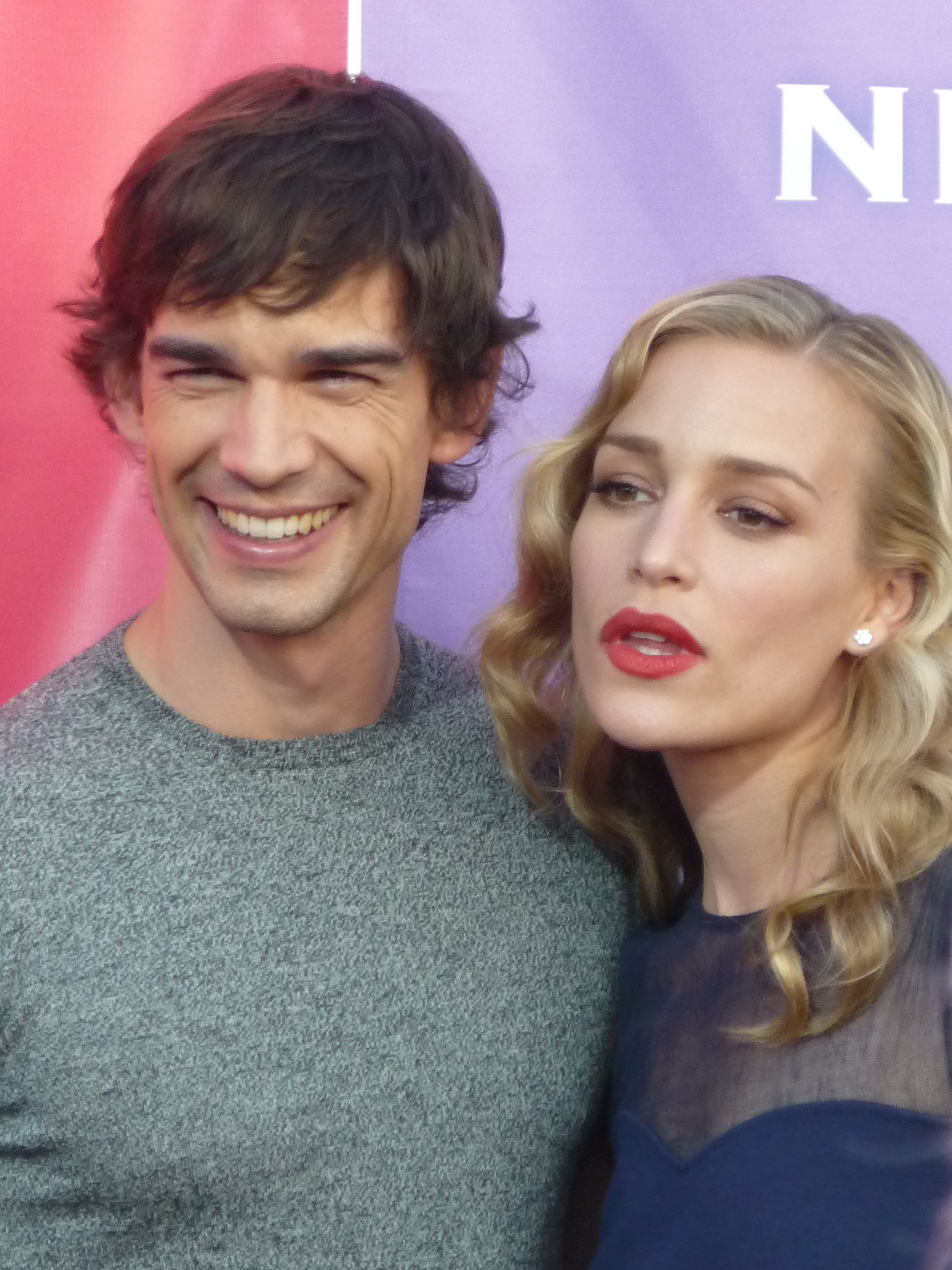
Die Figuren Auggie Anderson und Annie Walker werden von Christopher Gorham (links) und Piper Perabo (rechts) gespielt.

### Hauptfiguren
Anne Catherine „Annie“ Walker
Annie ist eine 28-jährige Nachwuchsagentin der CIA, die wegen ihrer guten Leistungen und Fähigkeiten kurzfristig vor Abschluss der Ausbildung in den Außendienst eingezogen worden ist. Sie spricht die Sprachen Russisch, Spanisch, Portugiesisch, Deutsch, Französisch, Italienisch, Chinesisch, Schwedisch und Türkisch. Großes Vertrauen hegt sie gegenüber ihrem blinden Kollegen Auggie, mit welchem sie eine tiefe Freundschaft verbindet. Sie lebte im Gästehaus ihrer Schwester Danielle und deren Familie, bis sie ihrer Schwester von ihrer richtigen Arbeit erzählt. Danielle wirft Annie darauf hinaus, woraufhin Annie in eine Wohnung zieht. Aber während der dritten Staffel darf sie wieder zurück ins Gästehaus ziehen, da die Schwestern sich sehr vermissen.
August „Auggie“ Anderson
August Anderson, genannt „Auggie“, ist ein CIA-Agent, der während einer Mission im Irak erblindet ist. Die durch ihn geführte Einheit wurde dabei in einen Hinterhalt gelockt und das genutzte Fahrzeug gesprengt. Während des Bombenanschlags und der darauf folgenden Schießerei wurde der Rest seiner Einheit getötet.
Er führt Annie in die Ermittlungsmethoden der CIA ein und steht ihr weitgehend zur Seite. Zumeist arbeitet er als Analyst und Kontakt von Annie, welcher ihr von seinem Arbeitsplatz aus eine große Hilfe ist. Zwischen den beiden entwickelt sich eine tiefe Freundschaft. August hat vier ältere Brüder und keine feste Partnerin. In der ersten Staffel hatte er eine Affäre mit der Journalistin Liza Hearn, was sich als ein Auftrag entpuppte. Er beginnt eine Beziehung mit Parker, der Schwester eines ehemaligen Kameraden, jedoch funktioniert die Beziehung nicht. Als Joan befördert wird, wird er kurzzeitig der Chef der DPD, jedoch wird er später von Calder ersetzt. Die Beziehung mit Annie scheint zuerst zu Ende zu sein, als sie untertaucht, jedoch stattet sie ihm einen Besuch ab und die beiden führen die Beziehung weiter. Er schläft einmal mit seiner totgeglaubten Frau Helen.
Joan Campbell
Joan Campbell ist die direkte Vorgesetzte und Mentor von Annie und leitet die Domestic Protection Division (DPD). Sie ist die Frau von Arthur und hat drei Schwestern. Ihre Ehe mit Arthur ist nicht einfach, was der anfängliche Verdacht der Untreue beweist. Es kommt öfter zu Differenzen zwischen den beiden, da ihr Mann gleichzeitig ihr Vorgesetzter ist und sie nicht über alle Aktionen in Kenntnis setzen kann oder darf. Sie besucht zusammen mit ihm eine Paartherapie. Gleichzeitig stellt sie sich allerdings vor ihre eigenen Mitarbeiter und versteht es die interne Politik zu beeinflussen. Sie ergattert Arthurs Job, nachdem er wegen einer angeblichen Affäre zurücktritt. Sie findet heraus, dass die Affäre nur fingiert war und erfährt von Arthurs Sohn, kurz zuvor erfährt sie, dass sie schwanger ist. Sie ist tief bestürzt über den angeblichen Tod von Annie, da sie nicht weiß, dass sie untergetaucht ist. Als sie herausfindet wer Henrys Geld verschiebt, läuft sie Annie über den Weg und ist sehr froh sie zu sehen, Annie bittet sie einen Flug nach Hong Kong für sie zu organisieren.
Während Annie in Hong Kong die Mission Henry zu erschießen erfüllt, bringt sie einen Sohn, Mackenzie Campbell, zur Welt.
Jai Wilcox
Er ist ein CIA-Agent, der von Arthur der DPD zugewiesen wurde. Seine Familie hat eine lange Geschichte mit der CIA, denn sein Vater Henry war früher ein ranghoher Mitarbeiter der Agency und der direkte Vorgänger von Arthur Campbell. Er stirbt bei einer von seinem Vater in die Wege geleiteten Explosion.
Danielle Brooks
Sie ist die ältere Schwester von Annie, Mutter von Zwillingen, Chloe und Katia, und ist verheiratet. Sie kennt den wahren Job ihrer Schwester nicht – sie glaubt Annie würde im Smithsonian arbeiten. Nachdem ihr Annie von der CIA erzählt hat, wirft sie diese aus ihrem Gästehaus hinaus. Annie zieht wieder ein, aber wenig später zieht sie mit ihrer Familie nach Kalifornien.
Arthur Campbell
Er ist der CIA Director des National Clandestine Service und Joans Ehemann. Während seiner Agententätigkeit gab er sich gegen Ende der achtziger Jahre in Berlin als Student aus, um Interna über die Stasi zu sammeln.
Ryan McQuaid
Er ist ein ehemaliger Soldat, der mit der Gründung einer privaten Sicherheitsfirma zum Milliardär geworden ist und mit Annie eine komplexe Beziehung entwickelt.

### Nebenfiguren
Ben Mercer
Er ist der Ex-Freund von Annie und ein CIA-Agent, der hauptsächlich für Arthur arbeitet.
Henry Wilcox
Er ist früherer CIA Director des National Clandestine Service und Jais Vater. Er ist der Drahtzieher hinter dem Rauswurf von Arthur und später auch Joan, Auggie und Annie. Er gab den Auftrag für die Autobombe, die seinen eigenen Sohn tötete und für den Tod von Arthurs Sohn, Teo. Er arbeitet eng mit den Chinesen zusammen und es stellt sich heraus, dass er etwa 200 Millionen Dollar von der CIA gestohlen hat. Nach einer Jagd rund um die Welt, gelingt es Annie, ihn in Hong Kong zu erschießen.
Liza Hearn
Sie ist eine Journalistin, die entschlossen ist, mehrere schädliche Artikel über die CIA zu veröffentlichen. Die Suche nach Quellen für ihre Informationen ist eine der wichtigsten Handlungsstränge der ersten Staffel.
Lena Smith
Sie ist Annies spätere Vorgesetzte und der Maulwurf in der CIA. Sie ist zudem Doppelagentin des FSB und flieht nach ihrer Enttarnung nach Russland, wo sie von Annie erschossen wird.
Eyal Lavin
Er ist Agent beim Mossad und arbeitet über alle Staffeln hinweg mehrfach mit Annie zusammen, die beiden retten sich etliche Male gegenseitig das Leben und pflegen einen sehr freundschaftlichen Umgang. In der vierten Staffel besorgt er Annie die neue Identität der Jessica Matthews, nachdem alle annehmen, dass sie erschossen wurde.
Simon Fisher
Er ist ein Unternehmer, der seine Hände in illegalen Geschäften hat, Annie wird von Lena Smith auf ihn angesetzt und die beiden führen heimlich eine Beziehung. Er wird von Lena Smith erschossen, wenige Augenblicke nachdem Annie ihm eröffnet, dass sie nicht mit ihm weglaufen könne.
Parker Rowland
Sie ist die Schwester von Auggies ehemaligen Kameraden Billy, der getötet wurde. Die beiden beginnen eine Beziehung und er macht ihr einen Antrag, als er sie beim Friedenskorps in Eritrea besucht, dort werden sie gekidnappt. Zuhause löst Parker die Verlobung wieder auf.
Helen Hanson
Sie ist die ehemalige Frau von Auggie, die angeblich vor sieben Jahren starb, sie taucht wieder auf und hilft Joan und Arthur Henry Wilcox zu beschatten. Auggie und sie haben ein Techtelmechtel als Annie untergetaucht ist. Sie und Annie haben ein angespanntes Verhältnis während einer gemeinsamen Mission, jedoch sagt sie Annie später, dass sie sich beeilen solle, zurückzukommen, denn je länger man im Dunklen lebe, desto schwieriger sei es, zurückzukommen und dass Auggie sie noch liebe. Kurz danach wird sie von Henry Wilcox erschossen, da er annimmt, sie sei Jessica Matthews, die ihn beschattet, sie gibt es zu, obwohl es nicht ihr Alias ist. Annie findet kurz darauf ihre Leiche.

## Produktion
Im Juli 2008 gab USA Network bekannt, dass eine Pilotfolge unter dem Titel Covert Affairs in der Entwicklung sei. Die Pilotfolge wurde von Matt Corman und Chris Ord geschrieben. Das Casting begann im Juni 2009. Piper Perabo war die erste Schauspielerin, die Anfang Juli 2009 als CIA-Agentin Annie Walker besetzt wurde. Die Besetzung von Christopher Gorham kam Ende Juli, schnell gefolgt von der Bekanntgabe, dass der Sender grünes Licht für eine Pilotfolge gegeben hat.
Anfang August 2009 gab Tim Matheson bekannt, dass er bei der Pilotfolge Regie führen würde. Spätere Besetzungen waren Mitte August Anne Dudek, gefolgt von Kari Matchett und Peter Gallagher Anfang September. Eion Bailey wurde als wiederkehrende Rolle als Perabos Ex-Freund besetzt. Die Dreharbeiten zur Pilotfolge begannen im September 2009 in Toronto.
Im Januar 2010 gab es grünes Licht für weitere zehn Episoden, sodass die erste Staffel auf elf Episoden kommt. Sendhil Ramamurthy stieß als ein CIA-Agent, zusammen mit Emmanuelle Vaugier in einer wiederkehrenden Rolle als Journalist, hinzu. Die Serie wurde von den Executive Producern Doug Liman und Dave Bartis in Zusammenarbeit mit Jonathan Glassner produziert.
Am 25. September 2012 verlängerte USA Network die Serie um eine vierte Staffel. Anfang Oktober 2013 wurde die Serie um eine fünfte Staffel mit 16 Episoden verlängert. Im Januar 2015 gab USA Network die Einstellung der Serie bekannt.

## Besetzung und Synchronisation
Die deutsche Synchronisation entstand nach einem Dialogbuch von Felix Schweizer und unter der Dialogregie von Gundi Eberhard bei der Interopa Film in Berlin.

### Hauptbesetzung
| Schauspieler       | Rolle                    | Hauptrolle | Nebenrolle      | Synchronsprecher    |
| ------------------ | ------------------------ | ---------- | --------------- | ------------------- |
| Piper Perabo       | Annie Walker             | 1.01–5.16  |                 | Anna Carlsson       |
| Christopher Gorham | August „Auggie“ Anderson | 1.01–5.16  |                 | Kim Hasper          |
| Kari Matchett      | Joan Campbell            | 1.01–5.16  |                 | Andrea Aust         |
| Anne Dudek         | Danielle Brooks          | 1.02–3.01  | 3.02–3.04, 3.09 | Diana Borgwardt     |
| Sendhil Ramamurthy | Jai Wilcox               | 1.02–3.01  |                 | Viktor Neumann      |
| Peter Gallagher    | Arthur Campbell          | 2.01–5.16  | 1.01–1.11       | Peter Reinhardt     |
| Hill Harper        | Calder Michaels          | 4.01–5.16  |                 | Julien Haggége      |
| Nicholas Bishop    | Ryan McQuaid             | 5.01–5.16  |                 | Charles Rettinghaus |

### Nebenbesetzung
| Schauspieler       | Rolle              | Nebenrolle | Synchronsprecher  |
| ------------------ | ------------------ | --- | ----------------- |
| Eion Bailey        | Ben Mercer         | 1.01, 1.05, 1.08–1.09, 1.11–2.01, 2.08                                                                           | Oliver Siebeck    |
| Emmanuelle Vaugier | Liza Hearn         | 1.01, 1.04, 1.06–1.07, 1.09, 1.11, 2.08                                                                          | Ghadah Al-Akel    |
| Oded Fehr          | Eyal Lavine        | 1.04, 2.02, 2.13, 3.05, 3.11-3.12, 3.14-3.16, 4.10, 5.04, 5.11                                                   | Peter Flechtner   |
| Gregory Itzin      | Henry Wilcox       | 1.05, 1.10–1.11, 2.08, 2.11, 2.15–2.16, 3.02, 3.07–3.08, 3.15–4.16                                               | Lutz Mackensy     |
| Dylan Taylor       | Eric Barber        | 1.07, 2.09, 2.14, 3.08-3.09, 3.14-3.15, 4.01, 4.04-4.07, 4.10-4.14, 4.16, 5.01, 5.04-5.06, 5.08, 5.10, 5.12-5.14 | Hans Hohlbein     |
| Devin Kelley       | Parker Rowland     | 2.12–2.13, 2.15, 3.03–3.04, 3.13                                                                                 | Giuliana Jakobeit |
| Sarah Clarke       | Lena Smith         | 3.01–3.05, 3.07–3.11                                                                                             | Anke Reitzenstein |
| Richard Coyle      | Simon Fischer      | 3.01–3.04, 3.07–3.09                                                                                             | Michael Iwannek   |
| Craig Eldridge     | Eric Braithwaite   | 1.04, 2.16, 3.02, 3.11, 4.03-4.04, 4.10-4.12, 4.14-4.16                                                          | Bernd Vollbrecht  |
| Manolo Cardona     | Teo Braga          | 4.01, 4.03-4.05, 4.08-4.09                                                                                       | Nico Mamone       |
| Shawn Doyle        | Aleksandre Belenko | 5.10–5.16 | Dietmar Wunder    |

## Ausstrahlung
Die 90-minütige, ohne Werbung 80-minütige, Pilotfolge wurde am 13. Juli 2010 auf dem Kabelsender USA Network ausgestrahlt. Das erste Staffelfinale wurde erstmals am 14. September 2010 ausgestrahlt. Die Ausstrahlung der zweiten Staffel begann am 7. Juni und endete am 6. Dezember 2011. Die dritte Staffel lief vom 10. Juli bis zum 20. November 2012 auf USA Network.

### Deutschland
In Deutschland war die erste Staffel vom 12. September bis zum 11. Oktober 2011 auf dem deutschen Pay-TV-Sender 13th Street Universal zu sehen. Durch einen Fehler des Playout-Centers wurde am 13. September 2011 nicht wie angekündigt die dritte, sondern die vierte Episode ausgestrahlt. Zugunsten der fortlaufenden Handlung und der Zuschauer, wurden alle restlichen Episoden in der richtigen Reihenfolge ausgestrahlt. Die zweite Staffel folgte vom 12. April bis zum 31. Mai 2012 bei 13th Street. Staffel 3 von „Covert Affairs“ wurde ab dem 17. Juni 2015 bei 13th Street ausgestrahlt.
Eine deutschsprachige Ausstrahlung im Free-TV erfolgte vom 27. Februar bis zum 8. Mai 2013 immer mittwochs bei RTL Nitro.

### Schweiz
In der Schweiz wird die erste Staffel seit dem 13. Dezember 2012 beim Free-TV-Sender SRF zwei gezeigt. Sie ist dabei im Vorabendprogramm im Zweikanalton deutsch/englisch zu sehen. Außerdem sind die einzelnen Episoden nach der Fernsehausstrahlung für sieben Tage in der Mediathek des Senders abrufbar. Die Ausstrahlung der ersten Staffel endete am 7. Januar 2013. Vom 9. bis zum 30. Januar 2013 wurde die zweite Staffel ausgestrahlt. Die Ausstrahlung der dritten Staffel begann am 22. April 2014 und endete am 22. Mai 2014. Vom 5. bis zum 29. September 2014 wurde die vierte Staffel ausgestrahlt.

## Auszeichnungen
- Golden Globe Award
  - 2011: Nominierung in der Kategorie Beste Serien-Hauptdarstellerin – Drama für Piper Perabo

## DVD- und Blu-ray-Veröffentlichungen
Vereinigte Staaten
- Staffel 1 erschien am 17. Mai 2011
- Staffel 2 erschien am 1. Mai 2012
- Staffel 3 erschien am 28. Mai 2013
- Staffel 4 erschien am 27. Mai 2014

Großbritannien
- Staffel 1 erschien am 18. Juni 2012
- Staffel 2 erschien am 17. September 2012
- Staffel 3 erschien am 27. März 2014

Deutschland
- Staffel 1 erschien am 8. November 2012
- Staffel 2 erschien am 5. September 2013
- Staffel 3 erschien am 19. März 2015